# Luxeed S7
Luxeed S7 — повнорозмірний електричний седан, що випускається підрозділом Luxeed компанії Chery Automobile з 2023 року.

## Огляд
Перші прототипи Luxeed S7 були представлені в липні 2023. У серпні повідомлялося, що компанія Huawei створює другу дочірню компанію під назвою Luxeed (перша — AITO).
S7 став першою моделлю підрозділу Luxeed. Партнером з розробки автомобіля став китайський концерн Chery, який відповідав за постачання комплектуючих. Водночас Luxeed S7 почав випускатися на платформі E0X.
З погляду дизайну Luxeed S7 відрізняється від інших електромобілів тонким силуетом з пологою арочною лінією даху, а також відносно короткими передньою та задньою підвіскою. Такі пропорції дозволили отримати найкращий у своєму класі коефіцієнт лобового опору 0,203 Кд. Конкурентом став Tesla Model S. Передні та задні вогні були прикрашені круглими фарами, з'єднаними світловою смугою. «Пом'якшення» забезпечувалося шляхом висувних дверних ручок та заскленого даху.
Пасажирський салон виконаний в «авангардному» стилі: з овальним кермовим колесом і піднятим нагору екраном цифрового годинника. Діагональ центральної консолі 12,3 дюйми. Компанія Huawei постачає мультимедійну систему HarmonyOS і напівавтономну систему водіння ADS 2.0, яка підтримується лідаром біля краю лобового скла та бічними камерами, що сканують довкілля. 

## Продажі
Luxeed S7 створений для внутрішнього ринку Китаю. Продаж почався в листопаді 2023 року, що викликало великий інтерес у китайських покупців. За три тижні було зроблено 20 тисяч замовлень автомобілів.

## Технічні характеристики
Luxeed S7 є повністю електричним автомобілем, який продається із заднім або повним приводом.  

Потужність переднього електродвигуна 292 л. с., а заднього — 496 л. с. Акумулятори поставляються компанією CATL. Місткість першого акумулятора становить 62 кВт-год із запасом ходу 550 км за циклом CLTC, другого — 82 кВт-год із запасом ходу 705 км (RWD) та 630 (AWD), а третього — 100 кВт-год із запасом ходу 85. 

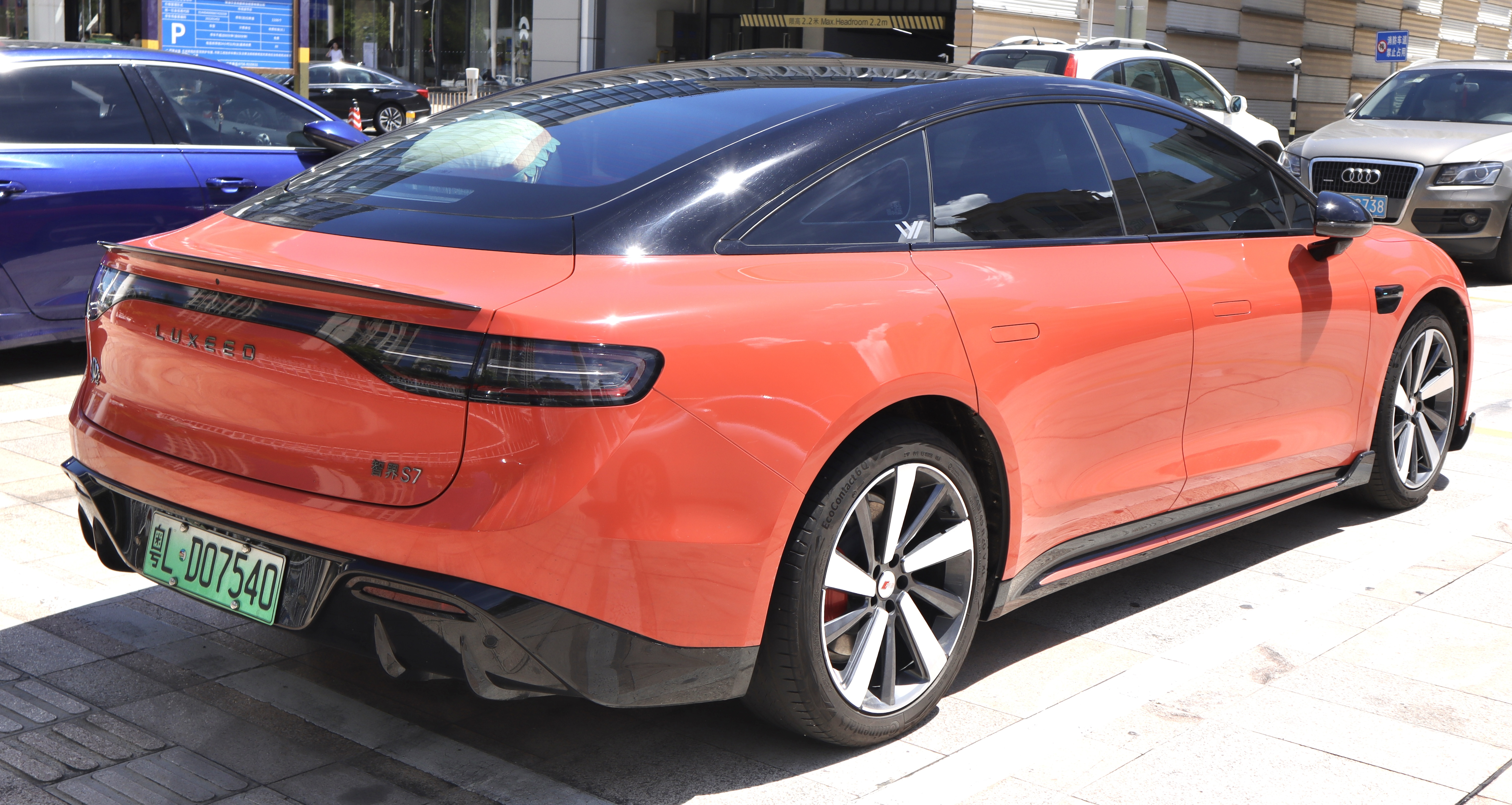
Вид ззаду
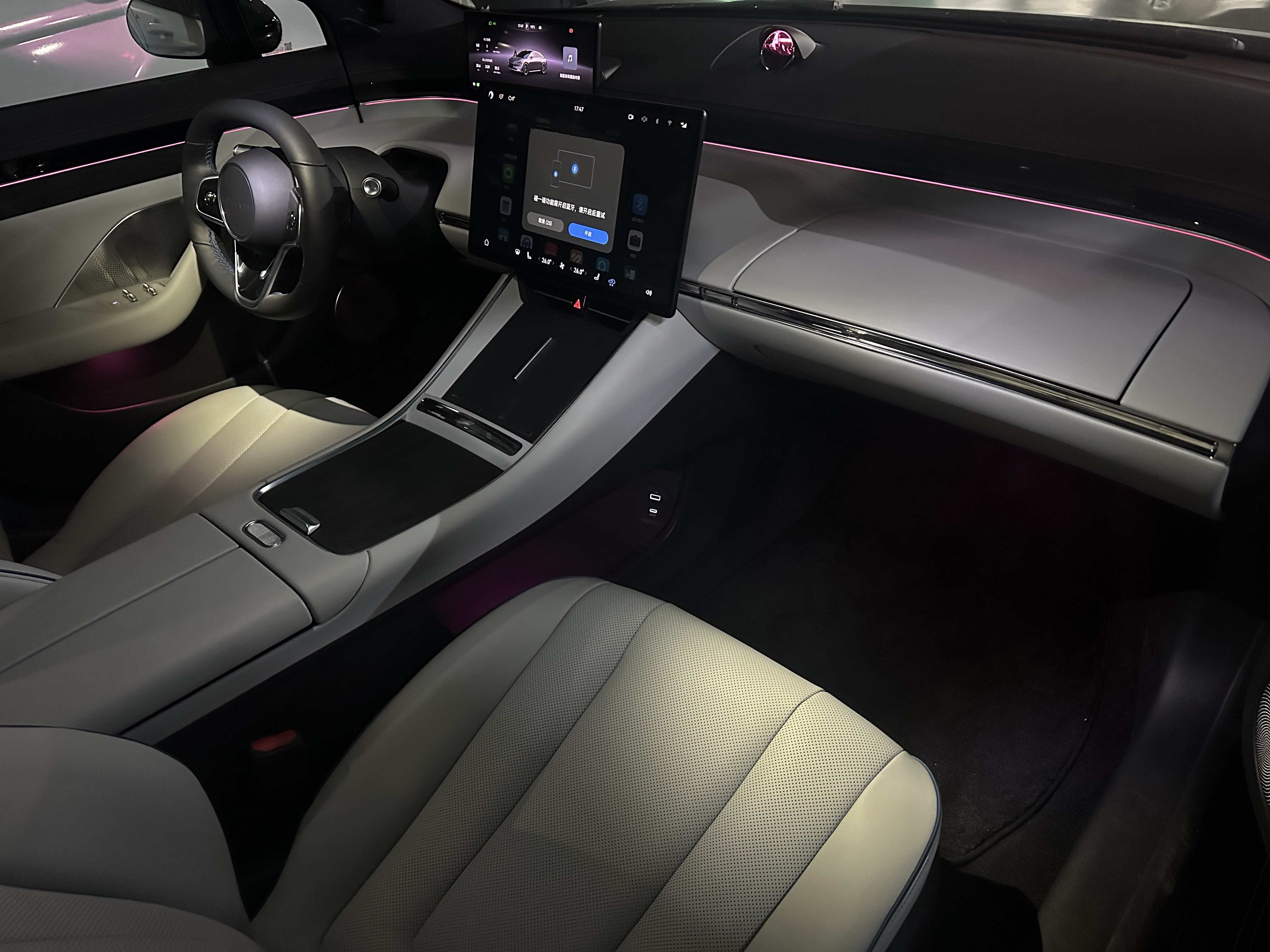
Інтер’єр